# Ith mac Breogan
Ith mac Breogan lub ĺth mac Breogain – mityczny wódz z sagi irlandzkiej Lebor Gabála Érenn („Księga najazdów Irlandii”).
Syn Breogana, celtyckiego króla z hiszpańskiej Galicji. Był tym, który pierwszy najechał Irlandię w wieczór zimowej pory, ze szczytu Wieży Breogana w północnej Hiszpanii na terenie Galicji. Przybywając na wyspę z dziewięćdziesięcioma wojownikami, wylądował nad „Cuchnącym Brzegiem” koło Headland pod Corcu Duibne. MacCuill, MacCecht i MacGreine, bracia oraz królowie ludu Tuatha Dé Danann, podejrzewali Ítha o spiskowanie, celem zagarnięcia ich ziemi, szczególnie w czasie dawania im porady. Trzej królowie zamordowali Ítha i kilku jego ludzi. Pozostałe osoby, które zostały przy życiu, wróciły z powrotem do Hiszpanii, zabierając ze sobą ciało Itha. Jego śmierć została pomszczona przez bratanka Mileda (Mila), najazdem i podbojem wyspy. Z tego powodu jego potomkowie zostali zaliczeni do Milezjan. Ith został upamiętniony w kilku miejscach Irlandii, np. Mag ĺtha w hrabstwie Donegal. 

## Potomstwo
Średniowieczni kronikarze umieszczali jego imię na wielu rodowodach. Często był mieszany z Irem, synem Mileda. Pozostawił po sobie syna:
- Lugaid, żonaty z Fial, córką Mileda i Scoty z Egiptu, miał córkę i dwóch synów:
  - Tea, żona Eremona, zwierzchniego króla Irlandii
  - Eochaid (Eoin) Brec, miał dwóch synów:
    - Riguill, przodek Forbriego mac Fine, króla Munsteru
    - Sithchend (Sithcenn, Sitchin), miał syna:
      - Marthened (Martined, Mairtine), miał syna:
        - Roth Ruad, miał syna:
          - Lond, miał syna:
            - Oilioll (Ailill) Laebchuire (Laobchorach), miał trzech synów:
              - Cormac Caech, miał syna:
                - Ingaeth, miał syna:
                  - Gaeth, miał syna:
                    - Molach, miał syna:
                      - Smirdub, miał syna:
                        - Leo Lamfata, miał syna:
                          - Anle, miał syna:
                            - Lugair, miał syna:
                              - Lugaid Lamfinn, miał syna:
                                - Luchta, król Munsteru

              - Oilioll (Ailill) Erann (Earond), błędnie jest traktowany, jako rodzony syn (powinno być przybrany) Fiachy Fermary, syna arcykróla Aengusa III Tuirmecha Temracha; przodek rodów Dál Fiatach, Clanna Dedad i ludu Aos Teth
              - Finn (Fionn), miał syna:
                - Eochaid IV Apthach, zwierzchni król Irlandii

  - Mal, miał syna:
    - Eadamon (Eadamuin), miał dwóch synów:
      - Log (Loga), przodek ludu Corcu Loígde (Corco Laigde)
      - Congal, miał syna:
        - Daire, miał syna:
          - Eochaid I Edgadach, zwierzchni król Irlandii